# 다호메이 왕국
다호메이(/dəˈhoʊmi/)는 서아프리카 왕국이었다. 대략 1600년부터 1904년까지 존재했던 현재의 베냉 내에 위치하고 있었다. 다호메이는 17세기 초 폰족 사이에서 아보메 고원에서 발전하였고, 18세기에는 남쪽으로 확장하여 지역 강국이 되었다. 대서양 해안의 와이다 왕국에 속한 와이다와 같은 주요 도시를 정복하여 삼대륙 삼각 무역에 대한 접근을 방해 받지 않게 했다.
19세기 중반 대부분 동안 다호메이 왕국은 오요 제국의 속국 지위를 종료한 후 핵심 지역 국가가 되었다. 유럽인 방문객들은 왕국에 대해 광범위하게 기록했으며, 이는 유럽인들에게 알려진 가장 친숙한 아프리카 국가 중 하나가 되었다. 다호메이 왕국은 정복과 노예를 기반으로 조직화된 국내 경제를 갖춘 중요한 지역 세력이었다. 다호메이 왕국은 정복과 노예 노동을 기반으로 조직화된 국내 경제를 보유한 중요한 지역 세력이었다. 유럽인, 중앙집권적 행정, 조세 제도, 조직화된 군대와의 중요한 국제 무역 및 외교 관계.  왕국에서 주목할 만한 것은 중요한 예술 작품, 유럽 관찰자들에 의해 다호메이 아마존스라고 불리는 여성만으로 구성된 군대, 그리고 보둔의 정교한 종교 관습이었다.
다호메이의 성장은 대서양 노예 무역의 성장과 동시에 이루어졌으며, 유럽인들에게 노예의 주요 공급자로 알려지게 되었다. 다호메이는 전쟁을 위해 끊임없이 조직된 고도로 군국주의적인 사회였다; 이웃 나라들을 상대로 전쟁과 습격에 참여했고, 유럽의 상품인 소총, 화약, 직물, 코리 껍질, 담배, 흡연 파이프, 술과 교환하여 포로를 대서양 노예 무역에 팔았다. 다른 포로들은 다호메이에서 노예가 되어 왕실 농장에서 일했다. 또는 다호메이의 연례 관습으로 알려진 축제 기간 동안 인간 희생에서 살해 당했다. 다호메이의 연례 관습에는 선물과 공물의 중요한 수집 및 배포, 종교적인 보둔 의식, 군사 퍼레이드, 왕국의 미래에 대한 고위 인사들의 토론이 포함되었다.
1840년대에 다호메이는 노예 무역을 폐지하라는 영국의 압력으로 인해 쇠퇴하기 시작했다. 여기에는 영국 왕립 해군이 왕국에 대해 해군 봉쇄를 부과하고 해안 근처에서 노예 제도 반대 순찰을 시행하는 것이 포함되었다. 다호메이 역시 아베오쿠타에서 노예를 침략하고 포로로 잡는 데 실패하면서 약해졌다. 남쪽으로 이주하는 오요 제국 피난민들에 의해 건설된 요루바 도시 국가로 탄생했다. 다호메이는 이후 프랑스와 영토 분쟁을 겪기 시작했고, 이로 인해 1890년 제1차 프랑코-다오메 전쟁이 일어나 프랑스가 승리했다. 1894년, 마지막 왕인 베한진이 제2차 프랑코-다오메 전쟁에서 프랑스에 패하면서 왕국은 마침내 멸망했고, 그 결과 나라는 프랑스령 서아프리카에 식민지로 합병되었다. 프랑스령 다호메이는 이후 1960년에 다호메이 공화국으로 독립했으며, 나중에 1975년에 베냉으로 이름을 바꾸었다.

## 이름
다호메이 왕국은 여러 다른 이름으로도 알려져 있었는데, 단소메(Danxome), 단호메(Danhome), 폰(Fon)과 같은 이름으로도 불렸다. 폰이란 이름은 폰어를 쓰는 폰족에서 유래한 것이다. 왕족이 폰족 출신이었기 때문에 유럽에는 폰이란 이름으로 먼저 알려졌다. 다호메이, 단소메, 단호메는 모두 같은 의미로 건국 설화에서 유래한 것이다. 에드너 베이는 이렇게 건국 설화를 빌려 나라 이름의 어원을 설명하는 것이 거짓 어원이라고 보고 있다. 이야기에 따르면 다호메이의 두 번째 왕으로 여겨지는 다코도누가 지역의 추장에게 찾아가 아보메이 고원과 인근 땅에 정착할 수 있도록 허락해 달라고 청하자, 추장은 “내 어찌 내 배를 열고 네가 집을 짓도록 놔둘 수 있겠는가?”하고 반문하였다고 한다. 다코도누는 이 말을 모욕으로 받아들여 추장을 죽이고 아보메이 고원에 정착하였기 때문에 나라의 이름이 “추장의 배 속”을 뜻하는 다(Dan, 추장)-소(xo, 배)-메(me, 속에)가 되었다는 설화이다.

## 역사
다호메이는 1600년 무렵 아자족, 게데비족 등과 혼인 관계를 맺으며 아보메이 고원에 정착하였다. 다호메이 왕국의 시조는 아보메이 궁전을 세우고 아보메이 고원 지역을 정복한 훼그바드자(Houegbadja, 약 1645년 - 약 1685년)으로 추정되고 있다.

### 아가자의 통치
훼그바드자의 손자 아가자(Agaja, 약 1673년 - 1740년)은 1718년 즉위하여 다호메이의 영토를 크게 확장하였다. 아가자는 1724년 왕가의 고향이라고 구전되어 오던 알라다를 점령하였고, 1727년에는 휘다흐 왕국을 정복하였다. 이로서 다호메이의 영토는 대서양 연안까지 다다르게 되었다. 다호메이의 영토 확장은 이웃한 오요 제국을 자극하였고, 1728년부터 1740년까지 다호메이와 오요 제국 사이에 전쟁이 있었다. 다호메이는 전쟁에서 패하여 오요 제국의 속국이 되었다.

### 지역의 패자
오요 제국의 속국이 된 후에도 다호메이는 노예 무역의 주요 공급원이었다. 오요 제국은 스스로의 무역 보호를 위해 종종 다호메이에 노예 무역을 감축하라는 압박을 가했지만, 다호메이의 노예 무역량은 잠시 감소하였다가도 금세 회복되곤 하였다. 아단도잔(Adandozan, ? - 1818년)이 노예 무역에 소극적인 태도를 취하자 브라질 노예 무역상 프란치스코 펠릭스 데 소우사는 아단도잔의 동생 게조(Ghezo, ? -1858)와 함께 쿠데타를 일으켜 게조를 새로운 왕으로 삼았다. 1823년 게조가 오요 제국을 꺾은 후 다호메이는 속국 상태에서 벗어났으며, 노예 무역을 더욱 확장하였다.
그러나, 1850년대에 오늘날 나이지리아에 속하는 아베오쿠타가 노예 무역에 반대하여 다호메이와 대립하기 시작하였고, 영국 역시 노예 무역 금지 법안 이후 다호메이에 대한 해상 봉쇄를 시작하자 게조는 더 이상 노예 무역을 하지 않겠다는 약속을 할 수 밖에 없었다. 다호메이는 1850년대 이후 1860년대까지 노예 무역을 중지하였지만 얼마 지나지 않아 다시 노예 무역을 시작하였다.

### 프랑스 식민지
1870년대에서 1880년대에 이르는 시기에 해안 지역에 프랑스가 주둔하기 시작하였다. 1878년 프랑스는 코토누를 보호령으로 선포하였고, 1883년에는 다호메이와 오랫동안 적대 관계에 있던 포르토노보와 보호 조약을 맺었다. 1890년 베한진(Béhanzin, 1884-1906)이 코토누를 점령하여 보호 조약을 파기 시키자 프랑스-다호메이 전쟁이 시작되었다. 4년에 걸친 전쟁 끝에 프랑스는 다호메이를 점령하고 아골리아그보(Agoli-agbo)를 새 왕으로 앉혔다. 프랑스는 아골리아그보에게 다호메이가 프랑스의 세법을 준수한다는 조약에 서명하도록 한 뒤, 다호메이를 해체하여 자신의 식민지로 삼았다. 1904년 프랑스령 다호메이는 프랑스령 서아프리카의 일부로서 통치 하기 시작하였다. 아골리아그보는 조약에 서명한 직후 추방되었다. 프랑스령 다호메이는 1960년이 되어서야 독립하여 다호메이 공화국이 되었고, 1975년 나라의 이름을 베냉으로 바꾸었다.

## 정치
유럽의 노예 무역상들이 다호메이와 접촉하기 시작한 초기에 쓰인 글들에서 다호메이는 전제 군주가 지배하는 절대왕정 사회로 묘사되었다. 그러나 노예 무역이 확대되면서 유럽인, 특히 영국인들은 예전의 관찰이 과장된 것이라는 견해를 보였다. 오늘날 역사 학계에서는 다호메이 왕국의 왕권은 제한적인 것이었다고 보고 있다. 역사학자 존 요더는 다호메이 왕정이 당시 19세기 유럽에서 이루어진 것과 같은 민주주의에 의한 것은 아니지만, 의회를 두고 있었고 법령의 포고는 내부의 여러 가지 정치적 압력을 고려하지 않을 수 없었다고 평가하고 있다. 주요 정치 조직은 마을의 추장들이 담당하였고, 추장들은 왕을 대리하여 마을을 통치하였다.

### 군주

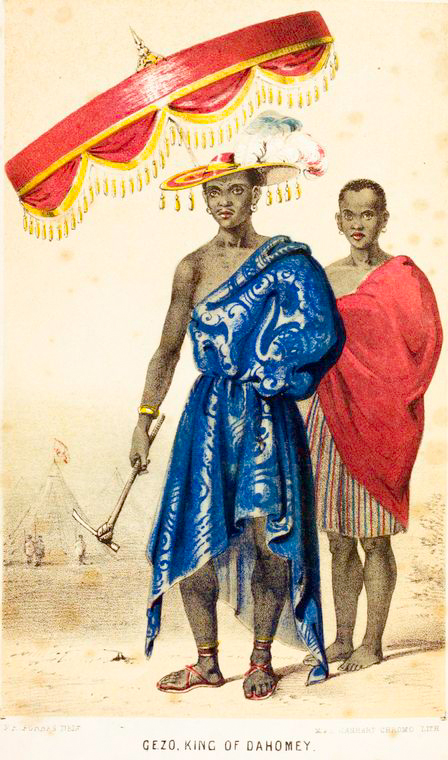
일산(日傘) 아래 서 있는 게조

다호메이의 군주는 폰어로 아호수(Ahosu)라고 불렸다. 다호메이의 군주는 모두 알라다를 기반으로 한 알라닥소노우 왕조 출신이었다. 왕위 승계 규칙과 왕가의 규범 등은 대부분 훼그바드자, 아카바, 아가자의 재위 시절에 정비되었다. 적통 장자가 왕위를 물려받는 것이 일반적이었지만 항상 그런 것은 아니었다. 형식적으로 왕위의 지명은 의회에서 이루어졌으나 실제 의사 결정이 어떤 식으로 이루어 졌는지는 밝혀지지 않고 있다. 다만, 공식적인 즉위는 다호메이 연례 축제에 모인 각지의 고위 인사들이 숙의를 한 후 국왕을 추존하는 방식으로 이루어졌다.

### 국왕 법정
국왕의 법정의 재판장은 평소 총리 역할을 하는 미간(migan, 우리의 추장)이 맡았다. 미간은 참수형도 집행하였다. 이 외에도 왕가의 재정을 담당하고 아달라 남부의 해안 지역을 통치 하며 유럽인과의 통상을 책임진 메후(mehu), 아가자 시기 신설된 유럽인 고문인 요보간(yovogan, 백인 임원), 그리고 백성들의 청원을 듣고 이를 왕에게 전달하는 크포지토(kpojito, 어머니이신 여왕)이 법정에 관여하였다. 게조 통치 시기 최종 결정권자로 차차(chacha, 부왕)가 세워졌는데 최초의 부왕은 브라질 노예상 프란치스코 펠릭스 데 소우사였으며, 소우사 사후 부왕의 지위 역시 세습되었다.

### 주변국과의 관계
다호메이는 주변국과 복잡한 이해 관계로 얽혀있었는데, 특히 노예 무역이 핵심적인 사항이었다. 오요 제국은 다호메이를 상대로 한 전쟁에서 승리한 뒤 1732년부터 1823년까지 다호메이를 속국으로 삼았다. 또한, 포르토노보는 노예 무역을 놓고 다호메이와 오랫동안 경쟁 관계에 있었다.1840년대 이후에는 아베오쿠타가 다호메이의 새로운 경쟁자로 떠올랐다. 다호메이는 1600년 무렵부터 포르투갈 제국, 네덜란드 제국, 영국 제국과 같은 유럽의 여러 제국과 노예 무역을 하였는데, 가장 큰 거래 상대는 영국이었다. 영국은 노예 무역 금지 법안이 만들어진 뒤 다호메이와의 노예 무역을 중단하였고, 다호메이가 이에 응하지 않자 1851년부터 1852년까지 해안을 봉쇄하였다.

## 군사

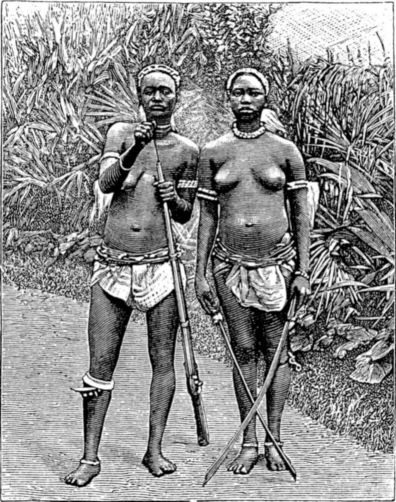
다호메이의 여성 병사

다호메이의 군사는 미간이 지휘하는 우군과 메후가 지휘하는 좌군으로 구성되어 있었다. 최소한 아가자 시기에는 근위대 역할을 하는 상비군이 있었다. 전투가 벌어질 때 왕은 후위에 있으면서 사령관이 왕명에 반하는 경우 처벌할 수 있었다. 주변의 다른 국가와 달리 다호메이는 기병이나 해군을 보유하지 않았으며 여성들로만 구성된 부대가 있었다.

### 다호메이 아마존
다호메이는 여성으로만 구성되어 있는 전투 부대를 운용했다. 유럽에 다호메이 아마존이라는 이름으로 알려진 이 부대는 1729년 게조에 의해 처음으로 징집 된 것으로 알려져 있다. 첫 전투에 깃발 만을 들고 참전한 여성 부대는 매우 용감하게 싸웠고 이후 정규 군대로서 유지되었다. 영국의 탐험가 리처드 프랜시스 버턴은 이들이 “남자와 대등하게 육체를 단련하고 역경을 이겨냈다”고 기록하였으며, 알프레드 엘리스 역시 “강도 높은 노동과 고통을 견뎌냈다”고 기록하고 있다. 부대원들 역시 자신을 생물학적으로는 아닐지라도 사회적으로는 남성이라고 여겼다. 1850년 2천명의 다호메이 아마존이 군사 행진에 참여한 부대원은 “대장장이가 불로서 철의 모양을 바꾸어 놓듯, 우리는 우리의 본성을 바꾸었다. 우리는 더 이상 여성이 아니라 남성이다.”라고 연설하였다. 부대원의 3분의 2 가량은 결혼을 하지 않았는데, 버튼은 이에 대해 “창녀 부대는 마치 아마존 병사들과 같이 행동하였다”고 기록하였다.

## 경제
다호메이의 경제는 정치, 종교와 밀접하게 연관되어 있었다. 다호메이는 바다 달팽이나 조개의 껍질을 화폐와 같은 교환 수단으로 사용하였다.

### 국내 경제
다호메이의 국내 경제 대다수는 내수를 위한 농업과 수공업이 차지하고 있었고, 팜유를 만들기 전까지 농산물의 역외 무역량은 아주 적었다. 시장은 4일에 한 번씩 열렸는데, 지역을 달리하며 장이 섰기 때문에 매일 어딘 가는 시장이 열린 곳이 있었다. 4일에 한 번 장을 연 것은 종교적 관습과 연관이 있다. 농업은 수 백 년에 걸쳐 지속된 것이지만, 노예 무역이 다호메이 경제의 주요 부분이 되면서 성격이 달라졌다. 식량 생산을 위한 곡물 농업에서 상품 생산을 위한 농업으로 변화되어 갔다. 수공업은 대다수 지역에서 대대로 내려오는 장인들에 의해 이루어졌다.
세금은 마을 단위로 부과되었는데, 왕은 마을의 규모와 생산량을 고려하여 등급을 매기고 톡페(tokpe)를 부과하였다. 왕 자신의 토지와 생산물도 과세의 대상이였다. 도로의 건설과 유지는 국가에 의해 이루어졌고, 이를 위해 통행료를 걷었다. 길을 이용하는 사람들은 자신의 수입에 따라 연례 통행료를 납부하여야 하였다.

### 노예 무역
대서양 노예 무역은 다호메이의 가장 중요한 수입원이었다. 노예 무역은 국왕이 직접 관여하였으며, 이를 통해 벌어 들인 수입으로 총기와 철, 옷감 등을 수입하였다. 국왕은 국내 세금을 통해서도 부를 축적하였지만, 국왕의 자산 수입 대부분은 노예 무역에서 발생하였다. 이 때문에 다호메이의 국왕은 노예 무역에 매우 적극적이었고, 다호메이의 연안은 유럽에 “노예 해안”으로 알려지게 되었다. 다호메이는 아프리카에서 대서양을 건너는 노예 가운데 20% 가량을 공급하는 최대의 노예 수출국이었다. 역사학자 아킨조그빈은 다호메이가 아가자 시기에 본격적으로 노예 무역을 시작하였다고 추정하고 있다.
다호메이 또한 노예 무역으로 인해 큰 변화를 겪었는데, 왕국은 노예 사냥을 위해 군사력을 최우선으로 하는 군정사회로 변했고, 군사력의 유지 강화를 위해 더욱 많은 노예 무역이 필요하게 되었다. 아단도잔 왕 시기 노예 무역량이 감소하자 그의 동생 게조는 브라질 노예상 프란치스코 펠릭스 데 소우사와 함께 쿠데타를 일으켜 왕위를 찬탈하였다. 노예 무역의 유지를 이유로 정변이 일어난 것이다.
1840년대에 들어 영국은 다호메이에 노예 무역 금지를 요구하는 다양한 압박을 가하기 시작하였다. 주변국과 합세한 영국의 압력으로 게조는 노예 무역을 줄이는 대신 자금 확보를 위해 팜유 농장을 늘렸다. 1851년부터 1852년까지 영국은 노예 무역 금지를 내세워 다호메이의 해안을 봉쇄하였고, 같은 시기 육상에서도 전투가 있었다. 1852년 다호메이는 노예 무역 중단을 선언하였다.

## 종교

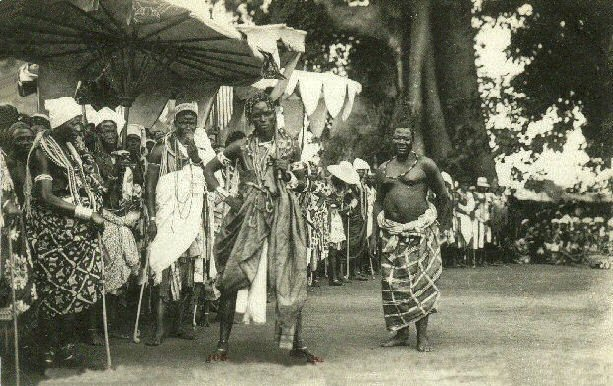
연례 축제에서 춤을 추는 폰족 추장

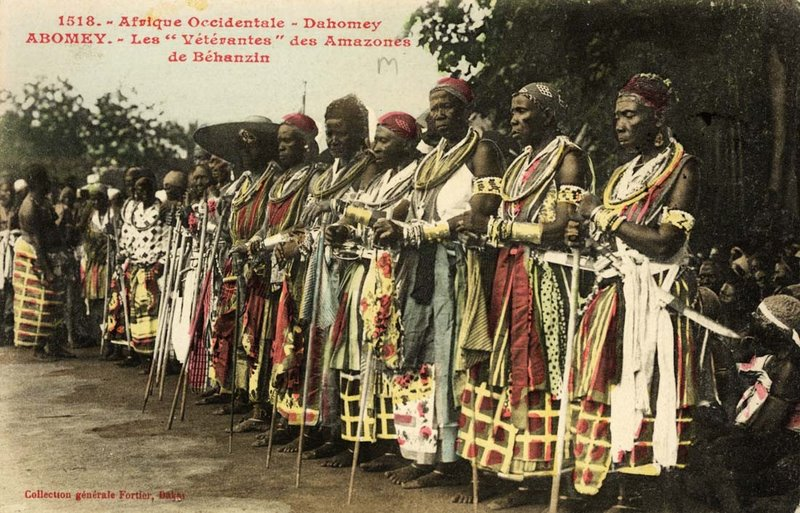
연례 축제에 참여한 다호메이 아마존

다호메이는 주변의 다른 부족들과 많은 종교 의식을 공유하였으며, 고유한 신앙과 종교 행사, 설화도 지니고 있었다. 다호메이의 고유한 종교 의식으로는 왕가 조상에 대한 숭배와 부두교 의식을 들 수 있다.

### 왕가 조상 숭배
다호메이는 건국 초기부터 왕가의 조상을 기리기 위한 다호메이 연례 축제를 개최하였다. 다호메이는 국왕은 죽어서 명부를 다스리며, 이승의 여러 활동도 여전히 옛 왕의 허락을 얻어야 한다고 믿었다. 폰족은 왕국을 세우기 이전부터 조상 숭배의 전통이 있었고, 아가자 시대에 처음으로 왕과 왕족이 모여 조상을 위해 제사 지낸 곳에 둥근 제단이 만들어졌다. “한 해의 첫 일”이라는 뜻에서 쉐타누(xwetanu) 또는 훼타누(huetanu)라고 불린 다호메이 연례 축제는 점점 다양한 요소들이 첨가되어 발전하였고, 19세기에 이르러 정형화되었다. 다호메이 연례 축제는 일반적으로 공물 헌납, 인신공희, 군사 행진, 그리고 정치 집회로 구성되어 있었다. 연례 행사의 제의는 주로 왕가의 조상을 숭배하고 그들의 음덕을 바라는 내용으로 구성되어 있었으나, 축제와 결합한 공물 헌납이나 군사 행진, 정치 집회는 왕권을 강화하는 역할을 하였다. 또한, 왕가 조상을 기쁘게 하기 위해 사로잡힌 노예의 피를 바치는 인신공희를 행하기도 하였다.

### 다호메이의 우주관
다호메이는 애니미즘 신앙과 부두교 관습이 결합된 독특한 서부 아프리카 부두교를 믿었다. 구전에 따르면 아가자의 아내이자 테그베소우의 어머니였던 환질레가 다호메이에 부두교를 전파하였다고 한다. 다호메이는 나나-불루쿠가 세상에 복을 주기 위해 낳았다고 여겨지는 마우-리사를 숭배하였다. 마우-리사는 여성인 마우와 남성인 리사가 결합되어 있는 신이었다. 다호메이는 마우-리사가 하늘을 다스리고 신들을 통솔하며 다른 여러 신들은 땅의 이곳 저곳과 번개 속에 깃들어 있다고 믿었다. 이러한 우주관으로 인해 다호메이는 각기 다른 신들을 공경하는 사제들과 신도들이 공존하였다. 여성이 고위 사제직에 오르는 것이 흔했고, 대사제는 반드시 다코도노우 왕의 후손이어야 하였다.

## 예술

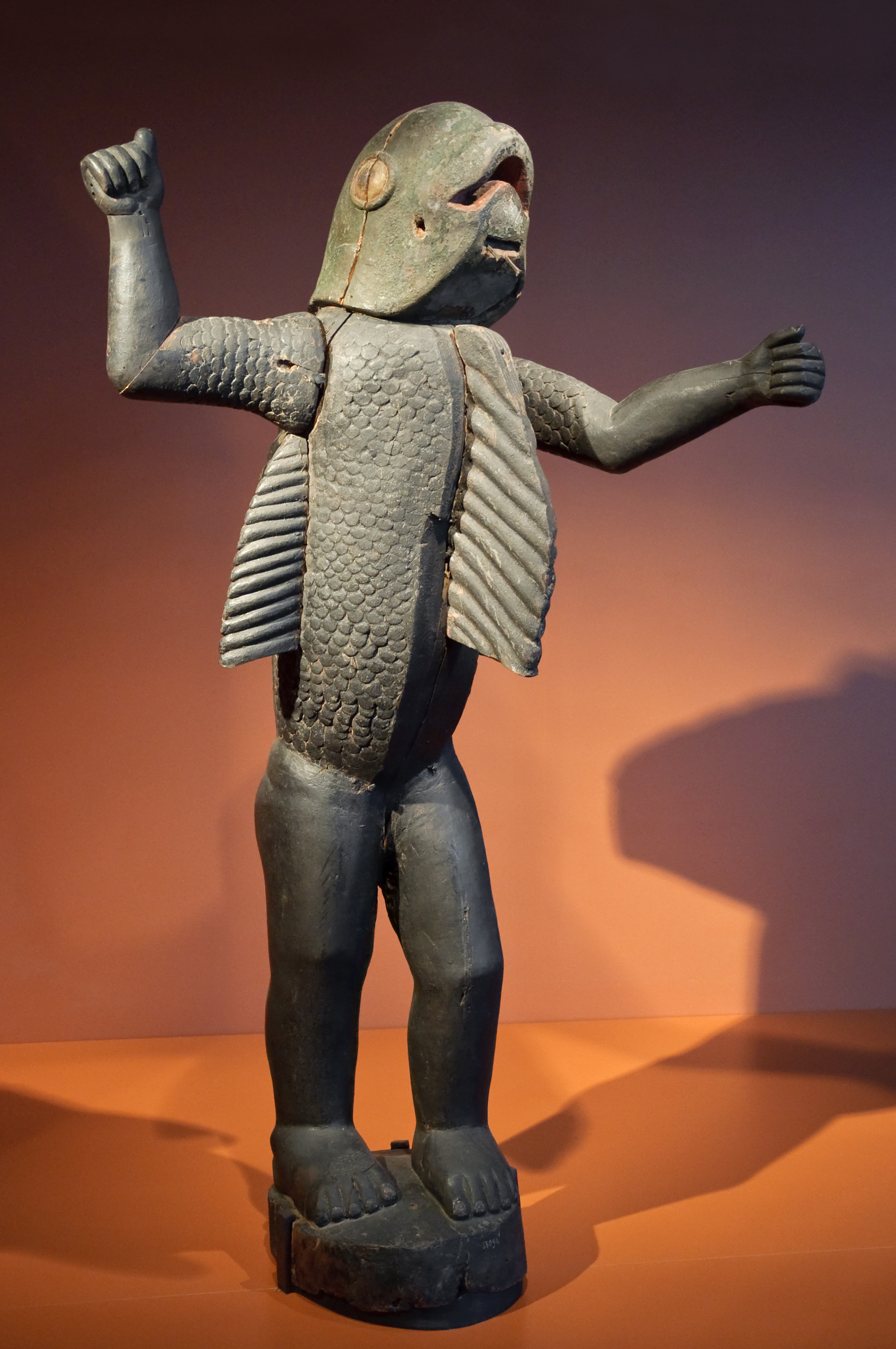
다호메이 어인상

다호메이의 예술은 다른 지역의 아프리카 예술에 비해 매우 독특한 양식을 띄었다. 예술품들은 왕과 왕족을 위해 제작되는 것이 일반적이었는데, 종교적 주제가 아닌 다양한 배경을 지니고 있었다. 예술품은 주변 여러 지역의 종교의 것들도 차용하여 제작되었고, 재료 역시 다양한 것을 혼합하였다. 일반적인 다호메이 조각상은 나무나 상아를 주 원료로 하였고, 그 위를 철, 은, 청동 등 다양한 재료를 사용한 부조로 장식하였다.
다호메이의 왕은 예술가들의 후견자였고 다양한 종교, 비종교 예술품을 제작하는 예술가들이 모여들었다. 예술가 집단의 신분은 정형화되어 있지 않았는데, 개중에는 노예도 있었고 전문 직업으로서 예술 활동을 하는 자유민도 있었다. 왕들은 자신만의 고유한 소장품을 마련하기 위해 다양한 동물의 형상을 조합한 조각들을 주문하였다.

## 같이 보기
- 아산테인
- 아프리카 봉쇄

## 참고 문헌
- Alpern, Stanley B. (1999). 《Amazons of Black Sparta: The Women Warriors of Dahomey》. New York: New York University Press. ISBN 0814706789. In-depth description of the fighting methods of these warriors.
- Bay, Edna G. (1999). 《Wives of the Leopard: Gender, Politics, and Culture in the Kingdom of Dahomey》. Charlottesville: University of Virginia Press. ISBN 978-0813917924. A historical study of how royal power maintained itself in Dahomey. Bay and Alpern disagree in their interpretation of the women warriors.
- Bay, Edna G. (2008). 《Asen, Ancestors, and Vodun: Tracing Change in African Art》. Champaign: University of Illinois Press. ISBN 978-0252032554. Dahomean artistic and cultural history seen through the development (up to the present) of a single ceremonial object, the Asen.
- Law, Robin (2004). 《Ouidah: The Social History of a West African Slaving 'Port', 1727–1892》. Athens: Ohio University Press. ISBN 978-0821415726. An academic study of the commercial role of Ouidah in the slave trade.
- Mama, Raouf (1997). 《Why Goats Smell Bad and Other Stories from Benin》. North Haven, CT: Linnet Books. ISBN 0208024697. Folktales of the Fon people, including legends of old Dahomey.
- Pique, Francesca; Leslie H. Rainer (2000). 《Palace Sculptures of Abomey: History Told on Walls》. Los Angeles: Getty Publications. ISBN 978-0892365692. Ilustrated volume describing the royal palace in Abomey and its bas-reliefs, with a lot of information on the cultural and social history of Dahomey.
- Thornton, John Kelly (1999). 《Warfare in Atlantic Africa, 1500–1800》. Psychology Press. ISBN 978-1857283921.